# کسلتون (داکوتای شمالی)
کسلتون(به انگلیسی: Casselton) شهری در ایالت داکوتای شمالی کشور ایالات متحده آمریکا است که جمعیت آن در سرشماری سال ۲۰۱۰ میلادی، ۲٬۳۲۹ نفر بوده‌است.